# Аналітична хімія

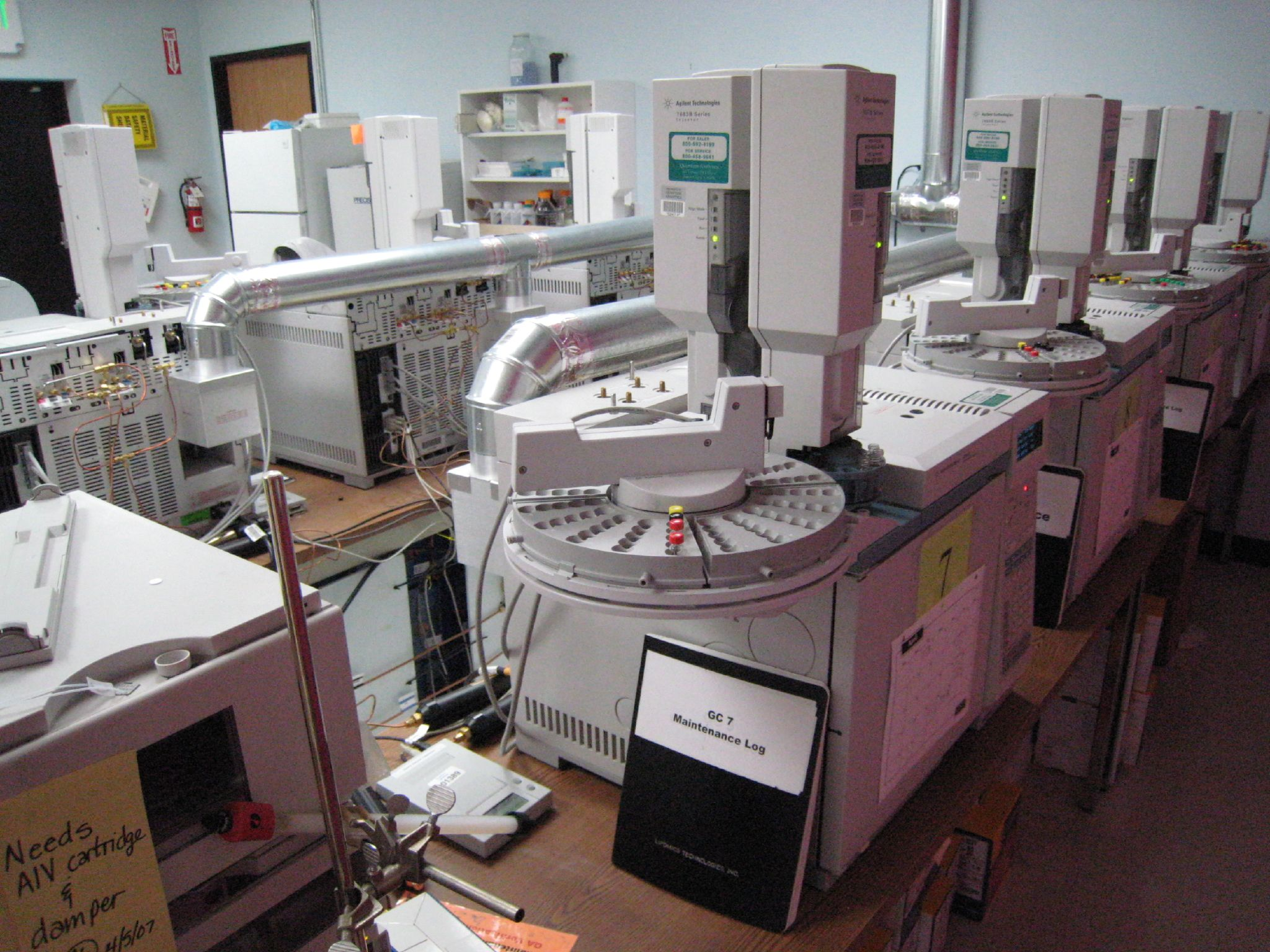
Лабораторія газової хроматографії

Аналіти́чна хі́мія — розділ хімії, що розглядає принципи і методи розділення та визначення хімічного складу речовини. Виникла поряд із неорганічною хімією раніше від інших хімічних наук. Якісний аналіз визначає хімічний склад даної речовини або суміші; кількісний аналіз визначає скільки там є даної речовини.
Аналітичні методи можна умовно поділити на класичні та інструментальні. Класичні методи використовують для розділення преципітацію, екстракцію і дистиляцію та для кількісного аналізу за кольором, запахом або температурою плавлення. Кількісний аналіз проводиться зважуванням або вимірюванням об'єму. Інструментальні методи використовують певне обладнання для вимірювання певних фізичних величин, наприклад, адсорбції світла, флуоресценції або електропровідності. Розділення проводиться з допомогою хроматографії або електрофорезу.
Аналітична хімія також зосереджена на вдосконаленні експериментального проєктування, хемометрії та створенні нових вимірювальних інструментів. Аналітична хімія має широке застосування в медицині, науці та техніці.

## Історія

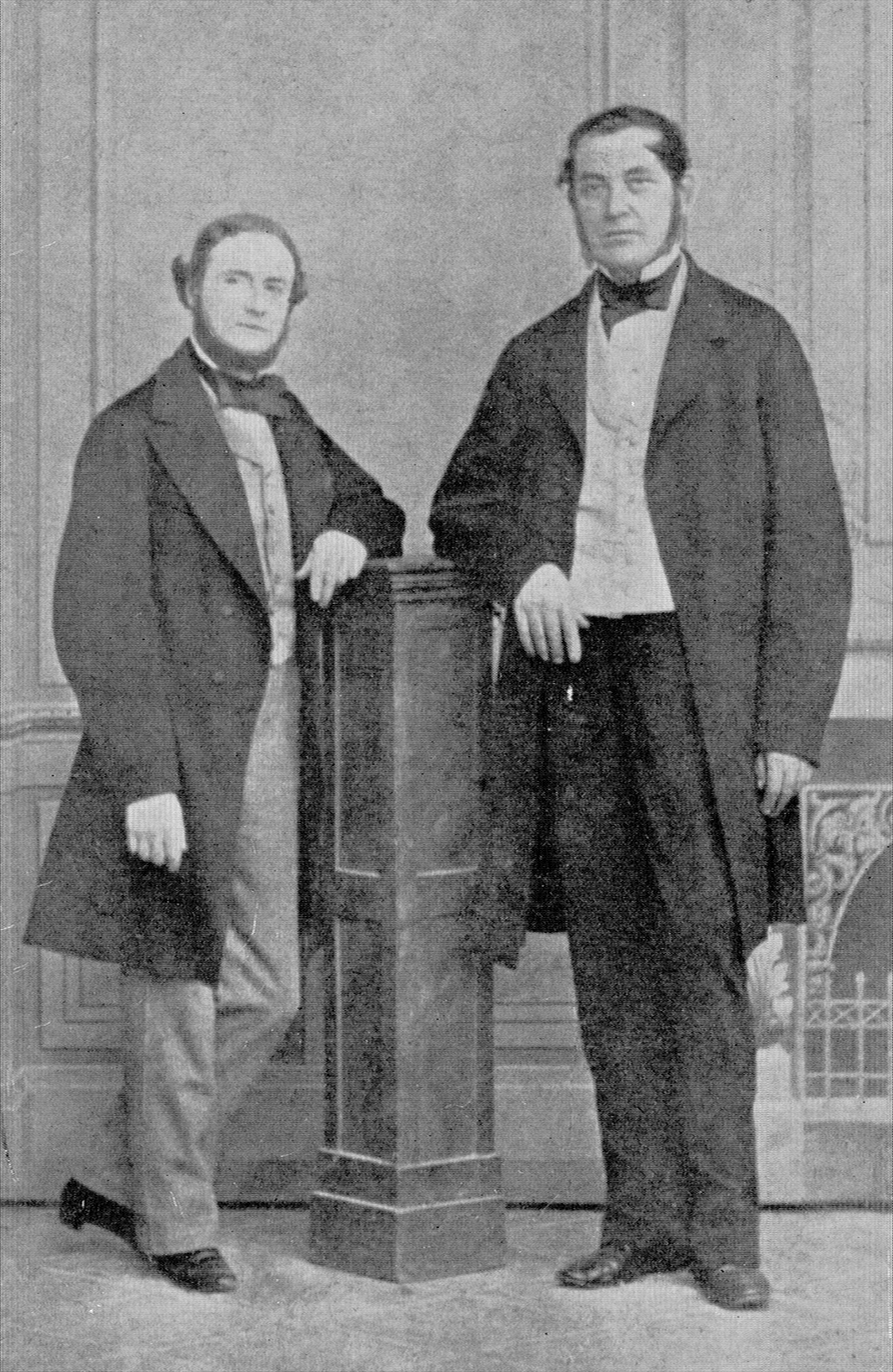
Густав Кірхгоф (ліворуч) та Роберт Бунзен (праворуч)

Аналітична хімія зародилася разом із наукою хімією і завжди відігравала в ній дуже важливу роль, забезпечуючи методику визначення хімічних елементів та сполук у речовинах. Систематичну методику елементного аналізу розробив Юстус фон Лібіх. У 19 ст. виникла також методика аналізу органічних речовин, основою якої були специфічні реакції функціональних груп.
Першу методику інструментального аналізу розробили Роберт Бунзен та Густав Кірхгоф, які, вивчаючи спектри випромінювання полум'я, відкрили 1860 року Рубідій та Цезій.
Більшість найважливіших методів аналітичної хімії було розроблено після 1900 року. У першій половині XX століття найважливішим для становлення й розвитку аналітичної хімії стало відкриття хроматографії (М. Цвєт), створення краплинного аналізу (Ф. Файґль, М. Тананаєв), запровадження у практику аналітичної хімії органічних аналітичних реагентів (М. Ільїнський, Л. Чугаєв), створення теоретичних основ та апаратури для електрохімічного і спектроскопічного методів аналізу. За праці, які мали фундаментальне значення для аналітичної хімії, Нобелівські премії присуджено С. Арреніусу (1903, теорія електролітичної дисоціації), Ф. Преґлю (1923, мікроаналіз органічних речовин), А. Тіселіусу (1948, електрофорез та адсорбційний аналіз), А. Мартіну та Р. Сінґу (1952, метод розподільної хроматографії), Я. Гейровському (1959, полярографічний метод аналізу).
У XX ст. дедалі більшу роль в галузі стали відігравати інструментальні методи, набувши статус основних. Особливо швидко основні спектроскопічні й спектрометричні методи розвивалися на початку століття, а до його кінця інструментарій аналітиків був суттєво вдосконалений.
Аналогічний шлях у своєму розвитку пройшли методи сепарації, і тут теж стали домінувати високопродуктивні інструменти. У 1970-х методи аналізу й сепарації дедалі частіше використовують у комплексі, що дозволяє досягти повної характеризації зразків.
Якщо раніше аналітична хімія зосереджувалася в основному на малих молекулах, приблизно з 1970-х аналітична хімія дедалі більше розширяє область своїх досліджень у галузь біології. Вдосконалення лазерів сприяло тому, що їх стали використовувати у хімії спочатку для аналізу, а потім і для впливу на перебіг реакцій. У кінці 20 ст. область практичного застосування аналітичної хімії розширилася, охопивши такі поля діяльності як хімічну промисловість, клінічну хімію, аналіз стану довкілля, криміналістику.
Сучасні методи хімічного аналізу здебільшого інструментальні. Більшість хіміків спеціалізується на певному типі інструменту. Академічні дослідження зосереджені або на пошуку нових застосувань або на розробці нових методів аналізу. Наприклад, хімік-аналітик може проводити дослідження, пов'язані з відкриттям у крові хімічних сполук, які збільшують ризик захворіти на рак. Розробка нової технології може зводитися до використання лазера на барвниках, за допомогою якого зростає чутливість та специфічність спектроскопічного методу. Ті методи та інструменти, які вже розроблені, часто стандартизують, щоб можна було проводити порівняння з іншими дослідженнями впродовж значного періоду.
Особливо це важливо для промислового контролю якості, для криміналістики та для досліджень в області контролю довкілля. Аналітична хімія відіграє дедалі більшу роль у фармацевтиці, де крім аналізу якості, її методи використовують для розробки нових ліків, особливо там де розуміння дії ліків на пацієнта особливо критичне.

## Розділи
Аналітична хімія складається з двох великих розділів:

### Якісний аналіз
Якісний аналіз — встановлює, з яких хімічних елементів (або іонів) складається досліджувана речовина.

#### Хімічні випробування
Існує безліч якісних хімічних тестів, наприклад, кислотний тест на золото та тест Кастле-Мейєра для визначення наявност крові.

#### Випробування на вогненебезпечність
Неорганічний якісний аналіз зазвичай означає систематичну схему підтвердження наявності певних іонів або елементів у водному середовищі шляхом проведення низки реакцій, які виключають ряд можливостей, а потім підтверджують передбачувані іони за допомогою підтверджувального тесту. Іноді в такі схеми включаються невеликі вуглецевмісні іони. З появою сучасних приладів ці тести використовуються рідко, але можуть бути корисні в освітніх цілях, а також в польових умовах або в інших ситуаціях, коли доступ до сучасних приладів неможливий або недоцільний.

### Кількісний аналіз
Кількісний аналіз — встановлює кількісний вміст елементів, йонів чи хімічних сполук, які входять до складу досліджуваних речовин, сумішей, матеріалів.

#### Гравіметричний аналіз
Гравіметричний аналіз включає визначення кількості присутнього матеріалу шляхом зважування зразка до і/або після певної трансформації. Типовим прикладом, що використовується в бакалаврській освіті, є визначення кількості води в гідраті шляхом нагрівання зразка для видалення води, так що різниця у вазі обумовлена втратою води.

#### Об'ємний аналіз
Титрування передбачає поступове додавання вимірюваного реагенту до точного об'єму розчину, що аналізується, до досягнення певної точки еквівалентності. Титрування — це сукупність методів, що використовуються для визначення концентрації аналіту. Точне титрування до точки напівеквівалентності або кінцевої точки титрування дозволяє хіміку визначити кількість використаних молей, яку потім можна використовувати для визначення концентрації або складу титранту. Найбільш знайомим для тих, хто вивчав хімію в середній школі, є кислотно-основне титрування з використанням індикатора, що змінює колір, такого як фенолфталеїн. Існує багато інших видів титрування, наприклад, потенціометричне титрування або титрування преципітацією. Існує багато інших типів титрування, наприклад, потенціометричне титрування або осадове титрування. Хіміки також можуть створювати криві титрування, систематично тестуючи pH кожної краплі, щоб зрозуміти різні властивості титранту.

### Класифікація видів аналізу
Класифікація різних видів аналізу може базуватись також на природі часток, які визначаються. У таких випадках говорять про ізотопний, елементний (атомно-іонний), функціональний (структурно-груповий), молекулярний або фазовий аналіз.
- Аналітична радіохімія — розділ аналітичної хімії, в якому використання радіоактивності є основою аналітичних процедур.
- Ізотопний аналіз — це дослідження зразка на предмет його ізотопного складу. Наприклад, визначення вмісту важкої води (дейтерованої) у звичайній.
- Функціональний аналіз — це визначення функціональних груп в органічному зразку.
- Фазовий аналіз — дослідження фазового складу зразка. Наприклад, сульфід і оксид міді не розподілені в мінералі гомогенно, а утворюють окремі фази.
- Електроаналітична хімія — розділ аналітичної хімії, де для хімічного аналізу використовують електрохімічні методи. Аналіт розчиняють в електроліті, з яким проводять якісний (визначення типу складових) або кількісний аналіз (визначення кількості речовини) тим чи іншим електрохімічним методом.

## Якісний аналіз катіонів
У якісному аналізі використовують декілька методів класифікації катіонів, залежно від методів аналізу: сірководневий метод, кислотно-основний метод та аміачно-фосфатний метод.
- Сірководневий метод полягає в класифікації відповідно до розчинності сульфідів металів. Всього виділяють 5 груп.
- У кислотно-основному методі катіони діляться на різні групи залежно від взаємодії катіонів з кислотами і основами. При даній класифікації виділяють 6 груп катіонів.
- Аміачно-фосфатний метод класифікує катіони на основі розчинності їх фосфатів у воді та аміаку. Виділяють 5 груп.

## Інструментальні методи

### Спектроскопія
Спектроскопічні методи вимірюють взаємодію молекул з електромагнітним полем. Спектроскопія взагалі охоплює такі поняття, як атомно-абсорбційна спектроскопія, атомно-емісійна спектроскопія, ультрафіолетова спектроскопія, рентгенофлуоресцентний аналіз, оптична спектроскопія, інфрачервона спектроскопія, Раман-спектроскопія, подвійно-поляризаційна інтерферометрія, ЯМР-спектроскопія, фотоелектронна спектроскопія, Мессбауерівська спектроскопія та ін.

### Мас-спектрометрія
Мас-спектрометрія вимірює відношення маси до заряду молекули використовуючи електричне та магнітне поля. Існує декілька методів іонізації зразка для проведення досліджень: хімічна іонізація, бомбардування пучком електронів та ін.

### ЯМР-спектроскопія
ЯМР-спектроскопі́я базується на ядерному магнітному резонансі (ЯМР). За допомогою ЯМР вивчають інформацію про молекулярну будову хімічних речовин. Метод забезпечує більш повну інформацію, ніж інфрачервона спектроскопія та дозволяє вивчати динамічні процеси у зразку — визначати константи швидкості хімічних реакцій, величину енергетичних бар'єрів внутрішньомолекулярного обертання. Ці особливості роблять ЯМР-спектроскопію зручним інструментом як в теоретичній органічній хімії, так і для аналізу біологічних об'єктів. Найчастіше застосовується для органічних сполук. На сьогодні ЯМР-спектроскопія дозволяє ідентифікувати сполуку маючи менше 1 мг речовини.

### Хроматографія
Хроматографію використовують для розділення і аналізу речовини. При цьому аналізована речовина розчиняється чи випаровується та при хроматографічному процесі внаслідок різної сорбційної здатності до твердої фази по-різному розподіляється у потоці.

### Електроаналітичні методи
Електроаналітичнічні методи базуються на використанні електрохімічних параметрів, таких як окисно-відновний потенціал, провідність, електричний струм та ін. для проведення якісного та кількісного аналізів. Класичними електроаналітичнічними методами є кулонометрія, амперометрія, полярографія, кондуктометрія, електрогравіметрія та ін.

### Хімічні сенсори
При дії хімічних сенсорів використовують властивість нанесеного шару чутливої речовини змінювати свої фізико-хімічні властивості (електричний опір, п'єзоефект), які вимірюються за допомогою електричних пристроїв. Широко розповсюджені сенсори (давачі) загазованості.

## Основні напрямки досліджень
Загальні питання аналітичної хімії:
- аналітична хімія елементів і сполук;
- пробопідготовка;
- наукові принципи створення нових аналітичних систем, зокрема сенсорів;
- спеціальні види аналізу.

Основними практичними завданнями аналітичної хімії є аналіз металів і сплавів, неорганічних матеріалів, речовин високої чистоти, органічних речовин, гірських порід та мінеральної сировини, об'єктів природного середовища, біологічних об'єктів, лікарських препаратів, харчових продуктів тощо.
Основні типи хімічних реакцій, які використовують в аналітичній хімії:
- кислотно-основні реакції;
- реакції комплексоутворення — комплексометрія;
- окисно-відновні реакції;
- реакції з утворенням осаду (преципітація).

Аналітичними ознаками реакцій є утворення характерного осаду, зміна забарвлення кольору, виділення газу та виділення або поглинання тепла.

## Застосування

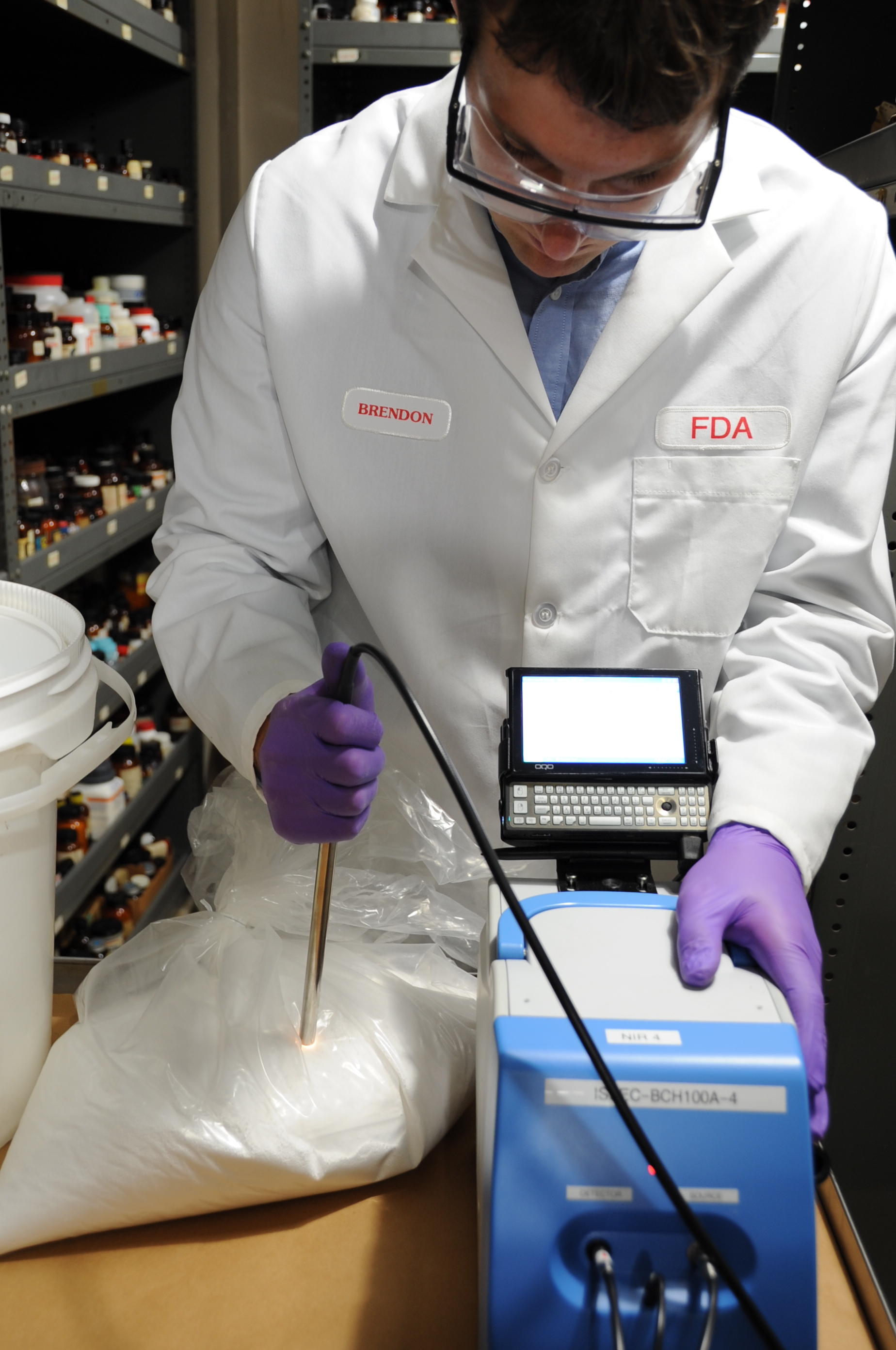
Вчений Управління з продовольства і медикаментів США використовує портативний прилад для спектроскопії в ближньому інфрачервоному діапазоні, щоб перевірити лактозу на наявність домішок меламіну.

Аналітична хімія має застосування, зокрема, у криміналістиці, біоаналізі, клінічному аналізі, екологічному аналізі та аналізі матеріалів. Дослідження в галузі аналітичній хімії значною мірою визначаються характеристиками (чутливістю, межею виявлення, селективністю, надійністю, динамічним діапазоном, лінійним діапазоном, точністю, прецизійністю та швидкістю) та вартістю (придбання, експлуатація, навчання, час та простір). Серед основних напрямків сучасної аналітичної атомної спектрометрії найбільш поширеними і універсальними є оптична і мас-спектрометрія. У прямому елементному аналізі твердих проб новими лідерами є лазерна індукована розрядна та лазерно-абляційна мас-спектрометрія, а також пов'язані з ними методи з перенесенням продуктів лазерної абляції в індуктивно зв'язану плазму. Досягнення в конструкції діодних лазерів та оптичних параметричних генераторів сприяють розвитку флуоресцентної та іонізаційної спектрометрії, а також методів абсорбції, де очікується розширення використання оптичних резонаторів для збільшення ефективної довжини шляху поглинання. Зростає використання методів на основі плазми та лазерів. Відродився інтерес до абсолютного (безстандартного) аналізу, зокрема в емісійній спектрометрії.
Докладаються великі зусилля для зменшення розмірів аналітичних пристроїв до розмірів мікросхем. Хоча існує лише кілька прикладів таких систем, конкурентоспроможних у порівнянні з традиційними аналітичними методами, їх потенційні переваги включають розмір/портативність, швидкість і вартість. (мікросистема для повного аналізу (μTAS) або лабораторія на чіпі). Мікромасштабна хімія дозволяє зменшити кількість використовуваних хімічних речовин
Багато розробок покращують аналіз біологічних систем. Прикладами швидко розвиваючихся областей у цій сфері є геноміка, секвенування ДНК та пов'язані з ними дослідження в області генетичної ідентифікації та ДНК-мікрочипів; протеоміка, аналіз концентрацій та модифікацій білків, особливо у відповідь на різні стресові фактори, на різних стадіях розвитку або в різних частинах тіла, метаболоміка, яка займається метаболітами; транскриптоміка, включаючи мРНК та пов'язані з нею області; ліпідоміка — ліпіди та пов'язані з нею області; пептидоміка — пептиди та пов'язані з нею області; та металоміка, що займається концентраціями металів, особливо їх зв'язуванням з білками та іншими молекулами.
Аналітична хімія відіграла важливу роль у розумінні фундаментальних наук для різних практичних застосувань, таких як біомедичні застосування, моніторинг навколишнього середовища, контроль якості промислового виробництва, криміналістика тощо.
Останні розробки в галузі комп'ютерної автоматизації та інформаційних технологій розширили сферу застосування аналітичної хімії на ряд нових біологічних галузей. Наприклад, автоматизовані машини для секвенування ДНК стали основою для завершення проєктів з вивчення геному людини, що призвело до зародження геноміки. Ідентифікація білків та секвенування пептидів за допомогою мас-спектрометрії відкрили нову галузь протеоміки. Окрім автоматизації певних процесів, ведуться роботи з автоматизації більшої частини лабораторних досліджень, наприклад, у таких компаніях, як Emerald Cloud Lab та Transcriptic.
Аналітична хімія була незамінною галуззю в розвитку нанотехнологій. Прилади для характеристики поверхні, електронні мікроскопи та скануючі зондові мікроскопи дозволяють вченим візуалізувати атомні структури з хімічними характеристиками.